# اوزیدرین
اوزیدرین (به انگلیسی: Eusiderin) با فرمول شیمیایی C۲۲H۲۶O۶ یک ترکیب شیمیایی است. که جرم مولی آن ۳۸۶٫۴۲ g/mol می‌باشد. 